# シャークニンジャ
シャークニンジャ・オペレーティングLLC（SharkNinja Operating LLC）は、家庭用電気機械器具を製造、販売する米国マサチューセッツ州の企業。

## 概要
欧州で創業し、その後カナダを経てボストン近郊の米国マサチューセッツ州ニュートンに本社を置く。
家庭向けの高圧スチーム洗浄機をSharkブランドで製造、販売しており、日本ではショップジャパン等の通信販売で知られる。他にもオーブンなどの調理用家電をBravetti、Ninjaなどの別ブランドで手がけている。
コードレス扇風機に参入した。
アメリカ・ボストンに本社を置き、2015年にEuro-Pro Operating LLCからSharkNinja Operating LLCに社名変更。

## 日本法人
シャークニンジャ株式会社（SharkNinja Co., Ltd.）は、上記SharkNinja Operating LLCの日本法人。
2018年7月に日本上陸。日本法人の社長は、ダイソン日本法人で初代社長を務めたゴードン・トムが就任。

## 主要製品
- コードレススティッククリーナー
- ハンディクリーナー
- スチームモップ
- ロボット